# Les Liens qui nous unissent
Pour plus de détails, voir Fiche technique et Distribution.
Les Liens qui nous unissent (Lacci) est un film italien réalisé par Daniele Luchetti, sorti en 2020. C'est l'adaptation du roman Les Liens de Domenico Starnone publié en 2014.
Il est le film d'ouverture de la Mostra de Venise 2020.

## Synopsis
La famille que forment, à Naples au début des années 1980, Aldo, animateur culturel à la radio, son épouse Vanda, institutrice et leur deux enfants semble harmonieuse. Toutefois le désir que manifeste Aldo pour une jeune collègue rompt cet équilibre. Le partage de sa vie entre deux lieux et deux femmes ramène toutefois Aldo au domicile conjugal. Interprétés par un autre couple de comédiens, les deux époux, vieillis, demeurent toujours ensemble dans les années 2000 en ayant accumulés chacun rancunes et rancœurs. À l'occasion des vacances de leurs parents, la rencontre entre leur deux enfants désormais adultes échangeant sur l'atmosphère de leur enfance révèle l'étendue des non-dits accumulés, des regrets, des remords contenus 
et des colères inassouvies.

## Fiche technique
- Titre original : Lacci
- Titre français : Les Liens qui nous unissent
- Réalisation : Daniele Luchetti
- Scénario : Daniele Luchetti, Francesco Piccolo et Domenico Starnone
- Costumes : Massimo Cantini Parrini
- Montage : David Quadroli
- Pays d'origine : Italie
- Format : Couleurs - 35 mm
- Genre : drame
- Dates de sortie :
  - Italie : 2 septembre 2020 (Mostra de Venise 2020), 30 septembre 2020 (sortie nationale)
  - France : 24 mars 2021

## Distribution
- Alba Rohrwacher (VF : Giulia Tellarini) : Vanda dans les années 1980
- Luigi Lo Cascio (VF : Michaël Cermeno) : Aldo dans les années 1980
- Laura Morante (VF : elle-même) : Vanda dans les années 2000
- Silvio Orlando (VF : Éric Bonicatto) : Aldo dans les années 2000
- Giovanna Mezzogiorno (VF : Caroline Lemaire) : Anna adulte
- Adriano Giannini (VF : Olivier Valiente) : Sandro adulte
- Linda Caridi : Lidia
- Francesca De Sapio : Isabella

## Distinction

### Sélection
- Mostra de Venise 2020 : sélection hors compétition, film d'ouverture